# لان یو (فیلم)
لان یو (چینی: 藍宇) فیلمی در ژانر ملودرام و درام است که در سال ۲۰۰۱ منتشر شد. از بازیگران آن می‌توان به هو جون و لیو یه اشاره کرد.